# Гофер (гризун)
Гофер (Geomys) — рід, що містить 12 видів кишенькових ховрахів, яких часто називають східними гоферами. Як і всі гофери, представники цього роду є рослиноїдними тваринами. Поширені в США, на крайньому півдні Канади, на сході Мексики.

## Морфологічна характеристика
Рід досягає довжини голови й тулуба від 13 до 24 см і довжини хвоста від 5 до 13 см. Вага 300–450 г. На спині колір хутра може варіюватися від чорного до світло-коричневого, низ зазвичай світліший. У низинних гоферів потужні лапи з кігтями, якими вони вкопуються в землю.

## Спосіб життя
Гофери будують розгалужені системи тунелів загальною довжиною до 160 м з окремими ходами довжиною 30 м. Зазвичай вони знаходяться на 10–20 см нижче поверхні землі, але рідко досягають глибини до 100 см. У кожній норі є принаймні одна камера, заповнена частинами рослин. Гризуни в основному залишаються в цих норах і не впадають у сплячку.
Основною їжею є коріння, яке проростає у тунелі, як сталактити, а також бульби й окремі зелені частини рослин. Потреби в рідині задовольняються майже виключно за рахунок їжі.
Поза шлюбним періодом кожен екземпляр живе поодинці. Залежно від ареалу розмноження відбувається в період з березня по травень або трохи пізніше. У деяких регіонах самиці дають два виводки на рік. Тривалість вагітності до кінця не вивчена, коливається від 18 до 52 днів. Зазвичай в одному посліді народжується 3 або 4 дитинчати, загальна кількість може коливатися від 1 до 8. Молоді тварини сліпі при народженні та відкривають очі приблизно через три тижні. Через тиждень або два вони припиняють годування, а через чотири-шість місяців після народження молодняк досягає статевої зрілості. У догляді людей низинні кишенькові ховрахи можуть прожити трохи більше семи років.

## Загроза та захист
Види по-різному реагують на зміни ландшафту. МСОП зараховує Geomys tropicalis до EN, а Geomys arenarius до NT. Інші види вважаються такими, що не перебувають під загрозою зникнення (найменше занепокоєння).

## Види
Види:
- - Geomys arenarius
  - Geomys attwateri
  - Geomys breviceps
  - Geomys bursarius
  - Geomys jugossicularis
  - Geomys knoxjonesi
  - Geomys lutescens
  - Geomys mobilensis
  - Geomys personatus
  - Geomys pinetis
  - Geomys streckeri
  - Geomys texensis
  - Geomys tropicalis